# O'odham
L'O'odham (pronunciat ˈʔɔʔɔðɦam) o Pàpago-Pima (a causa dels noms de dos pobles indígenes els dialectes dels quals són pràcticament idèntics: els pàpago i els pimes) és una llengua uto-asteca parlada per amerindis de l'estat d'Arizona, als Estats Units, i Sonora, a Mèxic. O'odham ñiok (escrit a vegades O'odham ñeok) és la designació nativa d'aquesta llengua, on ñiok és la paraula que designa llengua o parla, mentre que o'odham és l'endònim amb el qual es diuen a si mateixos.

## Nombre de parlants
Té uns dotze mil parlants en territori nord-americà i unes quantes centenars al territori mexicà, on és considerada com una llengua propera a l'extinció. Segons el cens dels Estats Units del 2000 i altres enquestes lingüístiques, l'O'odham és la sisena llengua indígena amb el major nombre de parlants, després del nàvajo, el dakota, el yup'ik, el cherokee, i l'apatxe occidental. Endemés és la tercer llengua ameríndia més parlada a Arizona després del nàvajo i l'apatxe occidental, la tercer més parlada al comtat de Pinal i la quarta més parlada al comtat de Pima. .
Aproximadament el 8% dels parlants d'O'odham parlen anglès "no molt bé" o "gens", d'acord amb els resultats del cens del 2000. Aproximadament el 13% dels parlants d'O'odham als EUA es trobaven en edats compreses entre els 5 i 17 anys, i entre els parlants més joves, aproximadament el 4% van informar que parlaven anglès "no molt bé" o "gens".

## Dialectes
L'O'dham es divideix en tres dialectes principals que comprenen nombrosos sots-dialectes.
- Tohono O'odham (Cukuḍ Kuk, Gigimai, Hu:huʼula, Huhuwoṣ, Totoguañ)
- Akimel O'odham (Gila oriental, Kohadk, riu Salt, Gila Occidental)
- Hia C-ed O'odham

Les major diferències lèxiques i gramaticals entre el Tohono O'odham (o Papago) i l'Akimel O'odham (o Pima) són:
| Tohono O'odham | Akimel O'odham                   | Català       |
| -------------- | -------------------------------- | ------------ |
| ʼaʼad          | hotṣ                             | enviar       |
| ñeñida         | tamiam                           | esperar      |
| s-hewhogĭ      | s-heubagĭ                        | estar calent |
| sisiṣ          | hoʼiumi (but si:ṣpakuḍ, stapler) | anar ràpid   |
| pi: haʼicug    | pi ʼac                           | estar absent |
| wia            | ʼoʼoid                           | caça tr.     |

Hi ha altres major diferències dialectals entre els dialectes del nord i del sud, per exemple:
| Antic O'odham | Meridional | Septentrional | Català    |
| ------------- | ---------- | ------------- | --------- |
| * ʼa:pi:m     | ʼa:ham     | ʼa:pim        | tu        |
| * cu:khug     | cu:hug     | cu:kug        | carn      |
| * ʼe:kheg     | ʼe:heg     | ʼe:keg        | fer ombra |
| * ʼu:pham     | ʼu:hum     | ʼu:pam        | marxar    |

El dialecte Cukuḍ Kuk no té certes disposicions on el Tohono O'odham tenen bilabial:
| Alters TO dialectes | Chukuḍ Kuk | Català  |
| ------------------- | ---------- | ------- |
| jiwia, jiwa         | jiia       | arribar |
| ʼuʼuwhig            | ʼuʼuhig    | ocell   |
| wabṣ                | haṣ        | només   |
| wabṣaba, ṣaba       | haṣaba     | però    |

## Estatut oficial
Aquesta llengua juntament amb totes les llengües indígenes de Mèxic i l'espanyol van ser reconegudes com a "llengües nacionals" a causa de la Ley General de Derechos Lingüísticos de los Pueblos Indígenas promulgada i publicada l'any 2003.

## Fonologia

### Vocals
El pima té cinc vocals, endemés distingeix entre vocals llargues i breus.
|         | Anterior | Central | Posterior |
| ------- | -------- | ------- | --------- |
| Tancada | i        | ɨ       | u         |
| Mitjana |          |         | o         |
| Oberta  |          | a       |           |

### Consonants
L'inventari de consonants de l'o'odham inclou:
|                 | Labial | Labial | Alveolar | Alveolar | postalv. palatal | postalv. palatal | Velar | Velar | Glotal | Glotal |
| --------------- | ------ | ------ | -------- | -------- | ---------------- | ---------------- | ----- | ----- | ------ | ------ |
| oclusiva sorda  | p      | p      | t        | t        |                  |                  | k     | k     | ʔ      | ʔ      |
| oclusiva sonora | b      | b      | d        | d        | ʒ                | ʒ                | g     | g     |        |        |
| africada        |        |        |          |          | tʃ               | tʃ               |       |       |        |        |
| fricativa       | v      | v      | s        | s        | ʃ                | ʃ                |       |       | h      | h      |
| líquida         |        |        | l        | l        |                  |                  |       |       |        |        |
| nasal           | m      | m      | n        | n        | ɲ                | ɲ                |       |       |        |        |
| semiconsonant   | w      | w      |          |          |                  |                  | j     | j     |        |        |